# Даммбах
Даммбах (нім. Dammbach) — громада в Німеччині, розташована в землі Баварія. Підпорядковується адміністративному округу Нижня Франконія. Входить до складу району Ашаффенбург. Складова частина об'єднання громад Меспельбрунн.
Площа — 18,48 км2. Населення становить 1876 ос. (станом на 31 грудня 2020).